# La religiosa (película de 2013)
La religiosa  es una película francesa de 2013 dirigida por Guillaume Nicloux. Protagonizada por Pauline Etienne,   Isabelle Huppert y Louise Bourgoin, fue seleccionada para concursar en el Festival de cine de Berlín. Obtuvo dos nominaciones a los Premios Magritte (cine belga francófono) y una nominación a los Premios César. La película está basada en la novela original de Denis Diderot.

## Sinopsis
Siglo XVIII. Suzanne, una chica de 16 años, es forzada por su familia a entrar en una orden religiosa, aunque ella aspiraba a vivir en "el mundo". En el convento, se enfrenta a la arbitraria autoridad de la madre superiora. Gracias a su pasión y a su fuerza resistirá el rigor de la disciplina religiosa, pero no dejará de luchar para recuperar la ansiada libertad.

## Reparto
- Pauline Étienne como Suzanne.
- Isabelle Huppert como Abbess Saint Eutrope.
- Louise Bourgoin como Abbess Christine.
- Martina Gedeck como la madre de Suzanne.
- Françoise Lebrun como Madame de Moni.
- Agathe Bonitzer como Hna. Thérèse
- Alice de Lencquesaing como Hna. Ursule
- Gilles Cohen como e padre de Suzanne.
- Marc Barbé como el Padre Castella.
- François Négret como Maître Manouri.
- Nicolas Jouhet como clergyman Sainte Marie.
- Pascal Bongard como Archdeacon.
- Pierre Nisse como Marquis de Crois Marie.
- Alexia Depicker como Hna. Camille
- Éloïse Dogustan como Hna. Pauline
- Jean-Yves Dupuis como Célestin.